# HaKokhav HaBa L’Eurovizion 2019
Die 6. Ausgabe der Castingshow HaKokhav HaBa L’Eurovizion 2019 (hebräisch 2019 הכוכב הבא לאירוויזיון‎, dt.: Der nächste Star für den Eurovision Song Contest 2019) fand von 24. November 2018 bis zum 12. Februar 2019 statt. Die Show diente dazu den Teilnehmer für den Eurovision Song Contest 2019 in Tel Aviv (Israel) zu ermitteln. Moderiert wurde die Sendung von Assi Azar und Rotem Sela.
Sieger der Sendung wurde der Sänger Kobi Marimi, der bereits in Heat 4 ausschied, später aber durch eine Wildcard in die Show zurückkehrte. Er wird damit Israel beim Eurovision Song Contest 2019 repräsentieren.

## Format

### Konzept
Der Wettbewerb bestand aus mehreren Sendungen, welche ab 24. November 2018 übertragen wurden.
In der ersten Runde der Sendung (die Auditions) stellten sich alle Teilnehmer vor eine interaktive Wand und sangen dabei ein Cover eines Liedes. Um in die nächste Runde zu gelangen, mussten diese mindestens 70 % der Stimmen erreichen. Die Jury konnte dabei jeweils 10 % beisteuern, sollte ihnen der Teilnehmer gefallen haben. Die Gastgeber der Sendung konnten ebenfalls einen Teilnehmer in die nächste Runde schicken, sollte dieser nicht die 70 % erreicht haben.
Nach der ersten Runde folgte die Zwischenrunde. Dort traten alle Teilnehmer noch mal auf, die bereits die Auditions überstanden hatten. Jeder Juror hatte dann 20 % Stimmrecht, während das Publikum hier nicht abstimmen konnte. Am Ende durften pro Sendung fünf Interpreten in die nächste Runde geschickt werden. So erreichten 20 Teilnehmer die nächste Runde, alle anderen schieden aus.
In der dritten Runde, der Top 20 Runde, singen alle 20 Teilnehmer in zehn Duellen gegeneinander. Der Interpret mit den meisten Stimmen pro Duell erreichte die nächste Runde. Hier zählte wieder das Abstimmungssystem aus der ersten Runde, wo jedes Jurymitglied 10 % beisteuern konnte, sollte ihnen der Teilnehmer gefallen. Ansonsten stimmte hier das Publikum wieder ab. Aus den zehn Verlieren wählte die Jury am Ende zwei weitere Teilnehmer aus, die trotzdem die nächste Runde erreichten. So erreichen 12 Teilnehmer die nächste Runde.
In der vierten Runde, den Heats, wurden die 12 Teilnehmer auf acht reduziert. Dort gab es jeweils Duelle zwischen zwei Teilnehmern, die jeweils Mottos erfüllen mussten. Lediglich im Heat 2 gab es keine Mottos, sondern nur das Abstimmungssystem aus Runde 1.
Die fünfte Runde umfasste dann vier Halbfinals und eine Wildcard-Runde. In den Halbfinalen wurden jeweils die vier Finalisten bestimmt. In der Wildcard-Runde wurde lediglich ein Teilnehmer bestimmt, der das vierte Halbfinale erreichte, nachdem sich zuvor ein Teilnehmer aus dem ersten Halbfinale zurückzog.
Im Finale wurde der Sieger dann zu 50 % per Televoting und zu 50 % per Juryvoting bestimmt.

### Jury
Die Jury bestand aus folgenden Personen:
- Harel Skaat (Vertrat Israel beim Eurovision Song Contest 2010)
- Shiri Maimon (Vertrat Israel beim Eurovision Song Contest 2005)
- Keren Peles
- Assaf Amdursky
- Static & Ben El Tavori

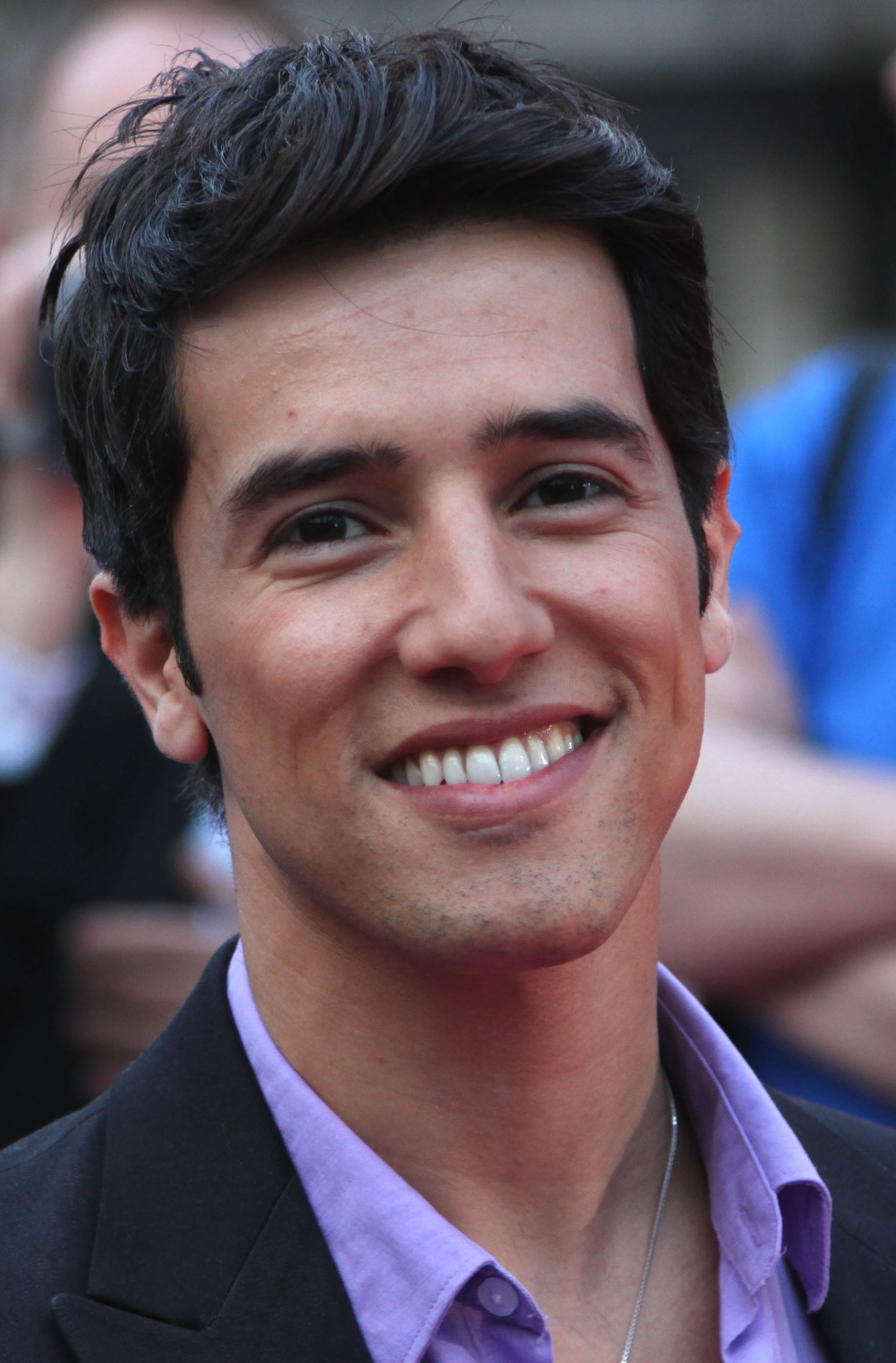
Harel Skaat
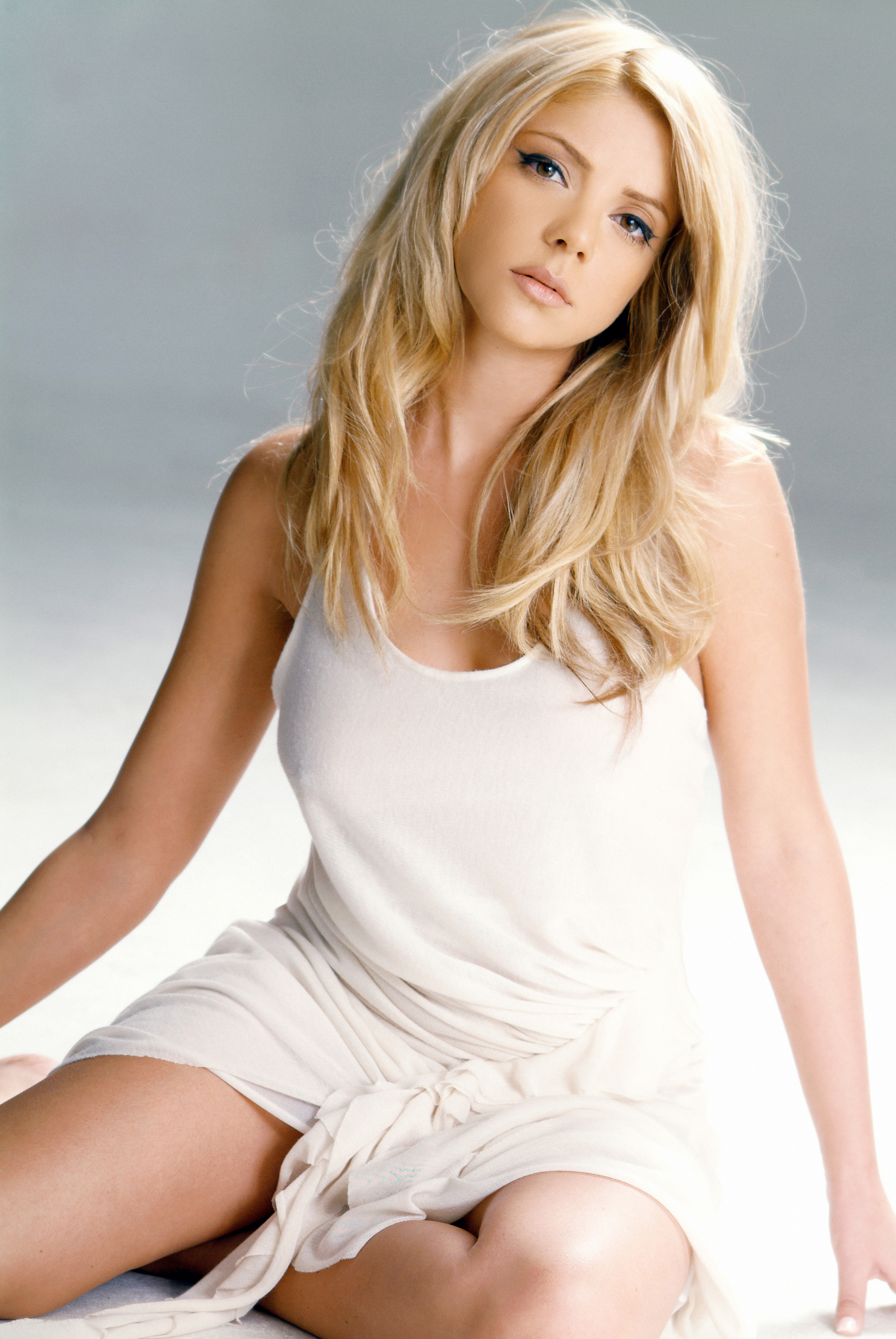
Shiri Maimon
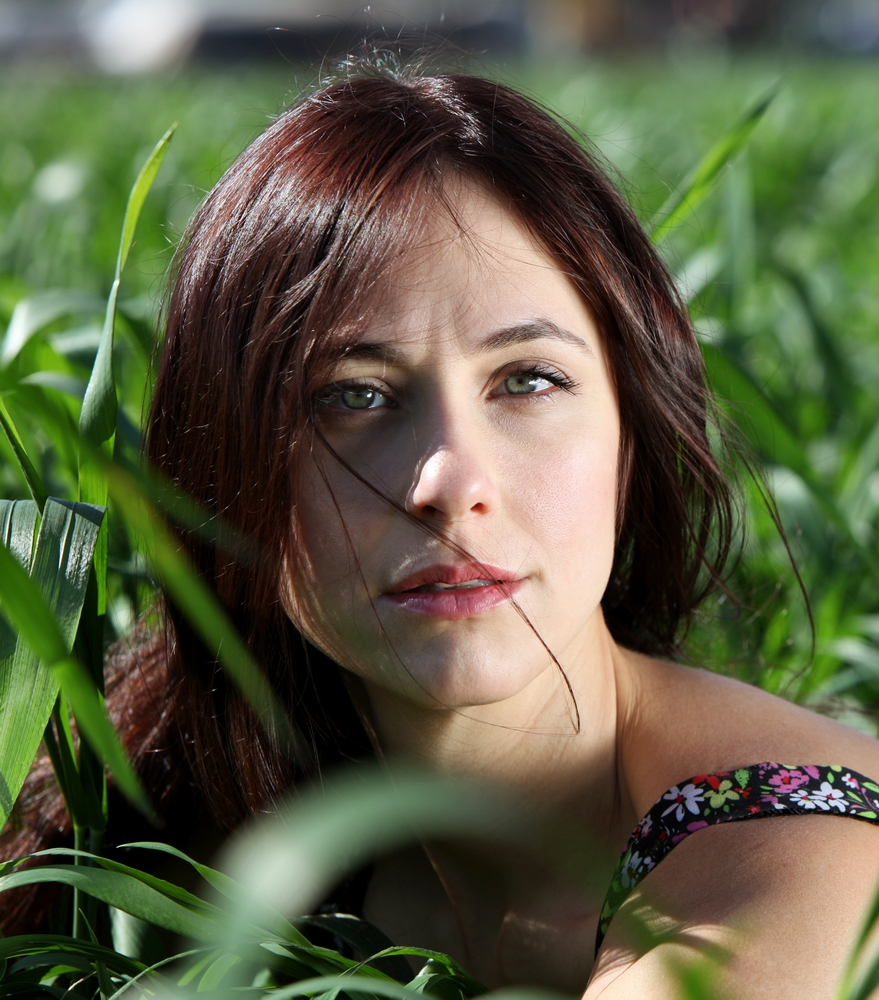
Keren Peles
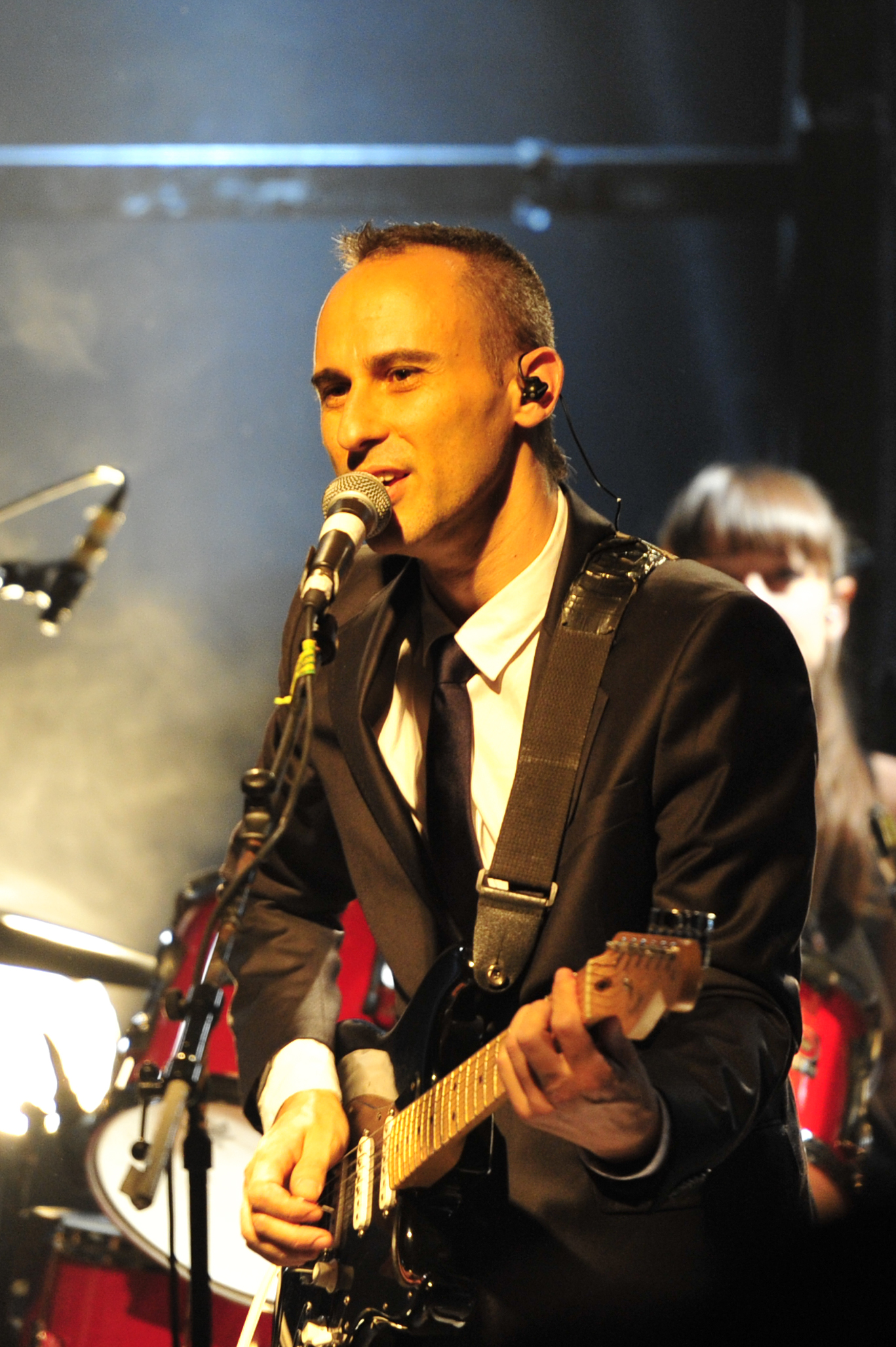
Assaf Amdursky
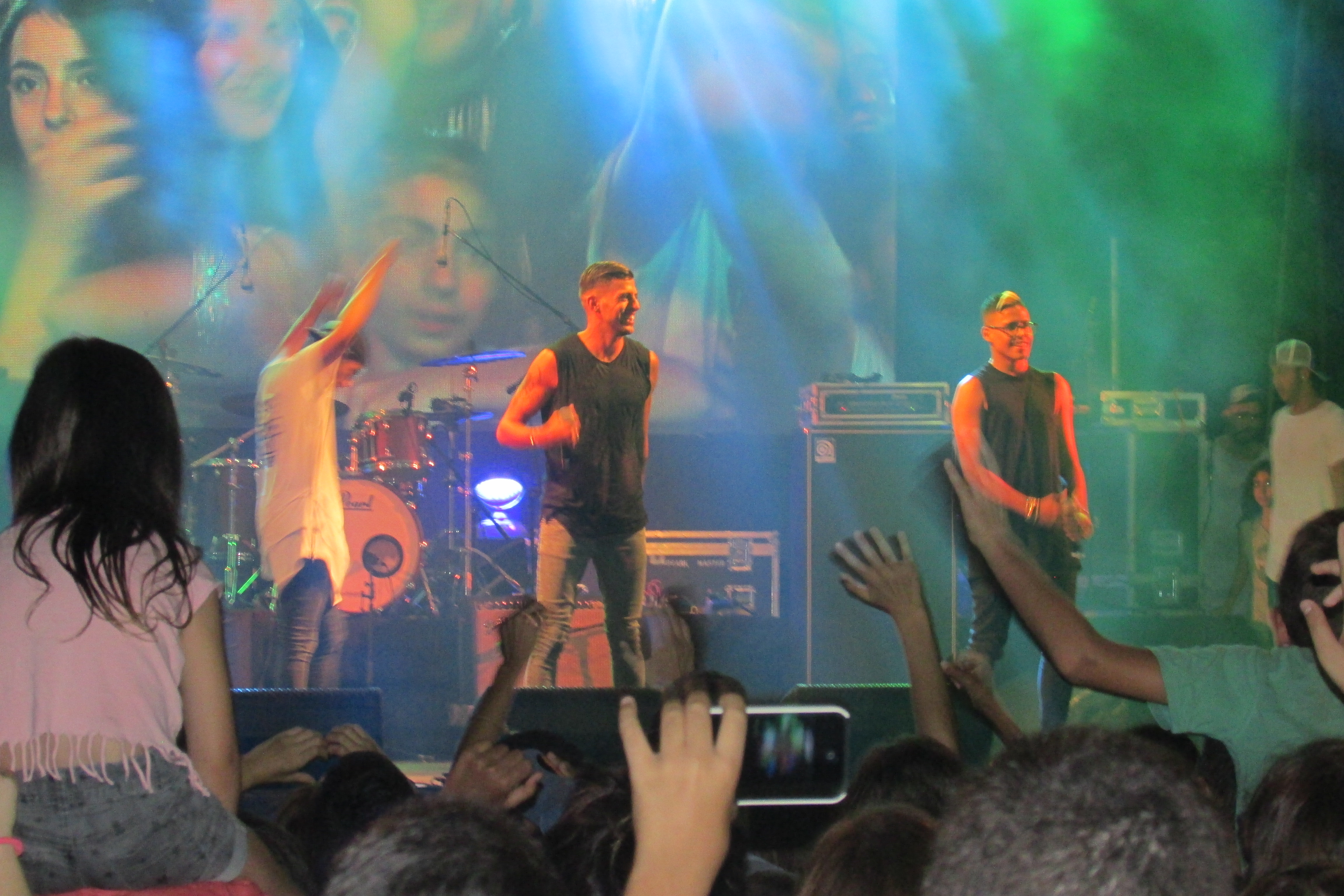
Static & Ben El Tavori

## Auditions

### Erste Audition
Die erste Audition fand am 24. November 2018 statt. Sechs Teilnehmer qualifizierten sich für die nächste Runde.
| Startnr. | Interpret       | Cover                                                | Jury  | Jury   | Jury  | Jury     | Jury            | Moderation | Moderation | Televoting | Ergebnis      |
| Startnr. | Interpret       | Cover                                                | Skaat | Maimon | Peles | Amdursky | Static & Tavori | Azar       | Sela       | Televoting | Ergebnis      |
| -------- | --------------- | ---------------------------------------------------- | ----- | ------ | ----- | -------- | --------------- | ---------- | ---------- | ---------- | ------------- |
| 1        | Daniel Mazuz    | Happy (Originalinterpret: Pharrell Williams)         | Ja    | Ja     | Ja    | Ja       | Ja              | –          | –          | 90 %       | Qualifiziert  |
| 2        | Ofri Halfon     | Leesof                                               | Ja    | Ja     | Ja    | Ja       | Ja              | –          | –          | 93 %       | Qualifiziert  |
| 3        | Yevgeny Morozov | Shnei Meshugaim (Originalinterpret: Omer Adam)       | Nein  | Ja     | Nein  | Nein     | Ja              | –          | –          | 53 %       | Ausgeschieden |
| 4        | Shahar Adawi    | Wikipedia                                            | Ja    | Ja     | Ja    | Ja       | Ja              | –          | –          | 89 %       | Qualifiziert  |
| 5        | Hila Leder      | Ex’s & Oh’s (Originalinterpret: Elle King)           | Nein  | Nein   | Nein  | Nein     | Nein            | –          | –          | 30 %       | Ausgeschieden |
| 6        | Nadav Phillips  | I Have Nothing (Originalinterpret: Whitney Houston)  | Nein  | Ja     | Ja    | Ja       | Ja              | –          | –          | 82 %       | Qualifiziert  |
| 7        | Daniel Barzilai | Osher Ledaka (Originalinterpret: Ori Ben Ari)        | Ja    | Ja     | Ja    | Ja       | Ja              | –          | –          | 88 %       | Qualifiziert  |
| 8        | Shalva Band     | Here Come's the Sun (Originalinterpret: The Beatles) | Ja    | Ja     | Ja    | Ja       | Ja              | –          | –          | 91 %       | Qualifiziert  |

### Zweite Audition
Die zweite Audition fand am 27. November 2018 statt. Fünf Teilnehmer qualifizierten sich für die nächste Runde, eine davon wurde dabei von der Moderation in die nächste Runde geschickt.
| Startnr. | Interpret           | Cover                                                  | Jury  | Jury   | Jury  | Jury     | Jury            | Moderation | Moderation | Televoting | Ergebnis                    |
| Startnr. | Interpret           | Cover                                                  | Skaat | Maimon | Peles | Amdursky | Static & Tavori | Azar       | Sela       | Televoting | Ergebnis                    |
| -------- | ------------------- | ------------------------------------------------------ | ----- | ------ | ----- | -------- | --------------- | ---------- | ---------- | ---------- | --------------------------- |
| 1        | Lior Chen           | Sheeriot meatsmi                                       | Ja    | Ja     | Ja    | Ja       | Ja              | –          | –          | 89 %       | Qualifiziert                |
| 2        | Abraham de Carvalho | Issues (Originalinterpret: Julia Michaels)             | Ja    | Ja     | Ja    | Ja       | Ja              | –          | –          | 89 %       | Qualifiziert                |
| 3        | Shir Azulai         | Aba                                                    | Ja    | Ja     | Nein  | Nein     | Ja              | –          | –          | 67 %       | Ausgeschieden               |
| 4        | Tai                 | River                                                  | Ja    | Ja     | Ja    | Ja       | Ja              | –          | –          | 92 %       | Qualifiziert                |
| 5        | Alex Key            | Rolling in the Deep (Originalinterpret: Adele)         | Ja    | Nein   | Ja    | Ja       | Nein            | –          | –          | 43 %       | Ausgeschieden               |
| 6        | Shefita             | You Oughta Know (Originalinterpret: Alanis Morissette) | Ja    | Ja     | Ja    | Nein     | Ja              | Ja         | Ja         | 58 %       | Von der Moderation gerettet |
| 7        | Maya Buskila        | Listen (Originalinterpret: Beyoncé)                    | Ja    | Ja     | Ja    | Ja       | Ja              | –          | –          | 83 %       | Qualifiziert                |

### Dritte Audition
Die dritte Audition fand am 1. Dezember 2018 statt. Fünf Teilnehmer qualifizierten sich für die nächste Runde.
| Startnr. | Interpret     | Cover                                             | Jury  | Jury   | Jury  | Jury     | Jury            | Moderation | Moderation | Televoting | Ergebnis      |
| Startnr. | Interpret     | Cover                                             | Skaat | Maimon | Peles | Amdursky | Static & Tavori | Azar       | Sela       | Televoting | Ergebnis      |
| -------- | ------------- | ------------------------------------------------- | ----- | ------ | ----- | -------- | --------------- | ---------- | ---------- | ---------- | ------------- |
| 1        | Osher Biton   | Tel Aviv B'Laila                                  | Ja    | –      | Ja    | Ja       | Ja              | –          | –          | 85 %       | Qualifiziert  |
| 2        | Liat Eliyahu  | Shetisaref HaAhava (Originalinterpret: Itay Levi) | Ja    | Ja     | Ja    | Ja       | Ja              | –          | –          | 88 %       | Qualifiziert  |
| 3        | Ruby Badalov  | Don’t Stop Me Now (Originalinterpret: Queen)      | Nein  | Nein   | Ja    | Nein     | Nein            | –          | –          | 54 %       | Ausgeschieden |
| 4        | Sahaf         | Born This Way (Originalinterpret: Lady Gaga)      | Ja    | Ja     | Nein  | Ja       | Ja              | –          | –          | 76 %       | Qualifiziert  |
| 5        | Clara Sabag   | Mangina                                           | Ja    | Ja     | Nein  | Ja       | Ja              | –          | –          | 81 %       | Qualifiziert  |
| 6        | Judith Hassin | River                                             | Ja    | Ja     | Ja    | Ja       | Nein            | –          | –          | 80 %       | Qualifiziert  |
| 7        | Elad Tavori   | V'At                                              | Nein  | –      | Nein  | –        | Ja              | –          | –          | 44 %       | Ausgeschieden |

### Vierte Audition
Die vierte Audition fand am 4. und 5. Dezember 2018 statt. Sieben Teilnehmer qualifizierten sich für die nächste Runde. Zwei Teilnehmer davon qualifizierten sich nur aufgrund der Rettung durch die Moderation für die nächste Runde.
| Startnr. | Interpret        | Cover                                                    | Jury  | Jury   | Jury  | Jury     | Jury            | Moderation | Moderation | Televoting | Ergebnis                    |
| Startnr. | Interpret        | Cover                                                    | Skaat | Maimon | Peles | Amdursky | Static & Tavori | Azar       | Sela       | Televoting | Ergebnis                    |
| -------- | ---------------- | -------------------------------------------------------- | ----- | ------ | ----- | -------- | --------------- | ---------- | ---------- | ---------- | --------------------------- |
| 1        | Gal Binyamin     | Hakol Over (Originalinterpret: The Idan Raichel Project) | Nein  | Ja     | Ja    | Nein     | Ja              | –          | –          | 88 %       | Qualifiziert                |
| 2        | Barry Brown      | You Raise Me Up (Originalinterpret: Secret Garden)       | Ja    | Ja     | Ja    | Nein     | Ja              | –          | –          | 78 %       | Qualifiziert                |
| 3        | Noar Cohen       | Shemishehu Yaatzor Oti (Originalinterpret: Eden Hason)   | Ja    | Ja     | Ja    | Ja       | Ja              | –          | –          | 85 %       | Qualifiziert                |
| 4        | Naama Gali Cohen | New Rules (Originalinterpret: Dua Lipa)                  | Ja    | Ja     | Ja    | Nein     | Ja              | –          | –          | 75 %       | Qualifiziert                |
| 5        | Shay Ben Aroya   | Ima im hayti (Originalinterpret: Avi Levy)               | –     | –      | Ja    | Nein     | Nein            | –          | –          | 46 %       | Ausgeschieden               |
| 6        | Romi Azar        | Creep (Originalinterpret: Radiohead)                     | Ja    | Nein   | Ja    | Nein     | Nein            | Ja         | Ja         | 55 %       | Von der Moderation gerettet |
| 7        | Limor Oved       | Veim preda (Originalinterpret: Dikla)                    | –     | Ja     | Ja    | Ja       | Ja              | –          | –          | 91 %       | Qualifiziert                |
| 8        | Enosh Tzuberi    | Silsulim (Originalinterpret: Static & Ben El Tavori)     | Nein  | Nein   | Ja    | Nein     | Nein            | –          | –          | 30 %       | Ausgeschieden               |
| 9        | Julia Garnits    | Creep (Originalinterpret: Radiohead)                     | Nein  | Ja     | Ja    | Nein     | Nein            | Ja         | Ja         | 59 %       | Von der Moderation gerettet |

### Fünfte Audition
Die fünfte Audition fand am 8. Dezember 2018 statt. Fünf Teilnehmer qualifizierten sich für die nächste Runde.
| Startnr. | Interpret        | Cover                                     | Jury  | Jury   | Jury  | Jury     | Jury            | Moderation | Moderation | Televoting | Ergebnis      |
| Startnr. | Interpret        | Cover                                     | Skaat | Maimon | Peles | Amdursky | Static & Tavori | Azar       | Sela       | Televoting | Ergebnis      |
| -------- | ---------------- | ----------------------------------------- | ----- | ------ | ----- | -------- | --------------- | ---------- | ---------- | ---------- | ------------- |
| 1        | Assaf Maslati    | Ata rotze mimeni                          | Ja    | Ja     | Ja    | Nein     | Ja              | –          | –          | 71 %       | Qualifiziert  |
| 2        | Eti Bitton       | Rak leima                                 | Ja    | Ja     | Ja    | Ja       | Ja              | –          | –          | 83 %       | Qualifiziert  |
| 3        | Asia & Alexandra | Lost on You                               | Nein  | Nein   | Nein  | Nein     | Ja              | –          | –          | 55 %       | Ausgeschieden |
| 4        | Roy Sandler      | Yelaad'im kaeele                          | Ja    | Ja     | Ja    | Ja       | Ja              | –          | –          | 82 %       | Qualifiziert  |
| 5        | Aviv Metka       | You And I                                 | Nein  | Nein   | Nein  | Nein     | Nein            | –          | –          | 35 %       | Ausgeschieden |
| 6        | Sarah Moshioff   | Ein li af echad                           | Ja    | Ja     | Ja    | Ja       | Ja              | –          | –          | 90 %       | Qualifiziert  |
| 7        | Ohad Levi        | Tachzeri                                  | Nein  | Ja     | Nein  | Nein     | Ja              | –          | –          | 49 %       | Ausgeschieden |
| 8        | Kobi Marimi      | Sweet Dreams (Originalinterpret: Beyoncé) | Ja    | Ja     | Ja    | Ja       | Ja              | –          | –          | 92 %       | Qualifiziert  |

### Sechste Audition
Die sechste Audition fand am 11. Dezember 2018 statt. Fünf Teilnehmer qualifizierten sich für die nächste Runde.
| Startnr. | Interpret          | Cover                                               | Jury  | Jury   | Jury  | Jury     | Jury            | Moderation | Moderation | Televoting | Ergebnis      |
| Startnr. | Interpret          | Cover                                               | Skaat | Maimon | Peles | Amdursky | Static & Tavori | Azar       | Sela       | Televoting | Ergebnis      |
| -------- | ------------------ | --------------------------------------------------- | ----- | ------ | ----- | -------- | --------------- | ---------- | ---------- | ---------- | ------------- |
| 1        | Ido Dankner        | One Dance (Originalinterpret: Drake)                | Nein  | Ja     | Ja    | Nein     | Ja              | –          | –          | 70 %       | Qualifiziert  |
| 2        | Amit Sade          | Addicted to You (Originalinterpret: Avicii)         | Ja    | Ja     | Ja    | Nein     | Ja              | –          | –          | 81 %       | Qualifiziert  |
| 3        | Tomer Raz          | Gvulot hahigayon (Originalinterpret: Natan Goshen)  | Ja    | Ja     | Ja    | Ja       | Nein            | –          | –          | 71 %       | Qualifiziert  |
| 4        | Maor Kdoshim       | Im haita roeh                                       | Ja    | Nein   | Ja    | Nein     | Nein            | –          | –          | 54 %       | Ausgeschieden |
| 5        | Gilad Tenzer       | Ein yoter tov mizeh (Originalinterpret: Peled)      | Ja    | Ja     | Ja    | Nein     | Ja              | –          | –          | 75 %       | Qualifiziert  |
| 6        | Meshi & Mor Portal | Ach sheli                                           | –     | Ja     | Nein  | Nein     | Nein            | –          | –          | 39 %       | Ausgeschieden |
| 7        | Elkana Marziano    | Holech li meyuash (Originalinterpret: Moshe Peretz) | Ja    | Ja     | Ja    | Ja       | Ja              | –          | –          | 77 %       | Zurückgezogen |
| 8        | Avivit Doron       | Mi yeda shekach yihya                               | –     | Nein   | Nein  | Nein     | Nein            | –          | –          | 43 %       | Ausgeschieden |

### Siebte Audition
Die siebte Audition fand am 13. und 15. Dezember 2018 statt. Acht Teilnehmer qualifizierten sich für die nächste Runde, wovon einer von der Moderation gerettet wurde.
| Startnr. | Interpret       | Cover                                                    | Jury  | Jury   | Jury  | Jury     | Jury            | Moderation | Moderation | Televoting | Ergebnis                    |
| Startnr. | Interpret       | Cover                                                    | Skaat | Maimon | Peles | Amdursky | Static & Tavori | Azar       | Sela       | Televoting | Ergebnis                    |
| -------- | --------------- | -------------------------------------------------------- | ----- | ------ | ----- | -------- | --------------- | ---------- | ---------- | ---------- | --------------------------- |
| 01       | Niv Yanco       | Haahava hazot shelanu                                    | Ja    | Ja     | Ja    | Ja       | Ja              | –          | –          | 91 %       | Qualifiziert                |
| 02       | Gabriel Cohen   | Veim preda                                               | –     | Nein   | Ja    | Nein     | Nein            | –          | –          | 29 %       | Ausgeschieden               |
| 03       | Eden Vered Mari | Seven Nation Army (Originalinterpret: The White Stripes) | Nein  | Ja     | Ja    | Ja       | Ja              | –          | –          | 78 %       | Qualifiziert                |
| 04       | Eliya Gabai     | Ahava kazo                                               | Ja    | Ja     | Ja    | Ja       | Ja              | –          | –          | 93 %       | Qualifiziert                |
| 05       | Nave Madmon     | Stiches (Originalinterpret: Shawn Mendes)                | Ja    | Ja     | Ja    | Ja       | Ja              | –          | –          | 88 %       | Qualifiziert                |
| 06       | Yarden Yishay   | Albi maak                                                | Nein  | Nein   | Ja    | Nein     | Nein            | –          | –          | 56 %       | Ausgeschieden               |
| 07       | Ayala ELigoogla | All I Ask (Originalinterpret: Adele)                     | Ja    | Ja     | Ja    | Nein     | Ja              | –          | –          | 83 %       | Qualifiziert                |
| 08       | Emanuel Shmuel  | Shelach beahava                                          | Nein  | Nein   | Nein  | Nein     | Nein            | –          | –          | 22 %       | Ausgeschieden               |
| 09       | Wanna Wanna     | Haverot shelach                                          | Ja    | Ja     | Ja    | Nein     | Ja              | –          | –          | 70 %       | Qualifiziert                |
| 10       | Tal Versano     | At hamaleach sheli                                       | Nein  | Nein   | Ja    | Nein     | Ja              | Ja         | Ja         | 54 %       | Von der Moderation gerettet |
| 11       | Meni Gross      | Bamechonit                                               | Nein  | Nein   | Ja    | Ja       | Ja              | –          | –          | 66 %       | Ausgeschieden               |
| 12       | Ketreyah        | Mirrors (Originalinterpret: Justin Timberlake)           | Ja    | Ja     | Ja    | Ja       | Ja              | –          | –          | 95 %       | Qualifiziert                |

### Achte Audition
Die achte Audition fand am 19. und 22. Dezember 2018 statt. Sieben Teilnehmer qualifizierten sich für die nächste Runde, wovon zwei von der Moderation gerettet wurden.
| Startnr. | Interpret       | Cover                                              | Jury  | Jury   | Jury  | Jury     | Jury            | Moderation | Moderation | Televoting | Ergebnis                    |
| Startnr. | Interpret       | Cover                                              | Skaat | Maimon | Peles | Amdursky | Static & Tavori | Azar       | Sela       | Televoting | Ergebnis                    |
| -------- | --------------- | -------------------------------------------------- | ----- | ------ | ----- | -------- | --------------- | ---------- | ---------- | ---------- | --------------------------- |
| 01       | Alik Manshirov  | Ain ph mqwm                                        | Ja    | Ja     | Nein  | Ja       | Ja              | –          | –          | 76 %       | Qualifiziert                |
| 02       | Frida Uziel     | Vidui                                              | Nein  | Ja     | Ja    | Nein     | Ja              | Ja         | Ja         | 60 %       | Von der Moderation gerettet |
| 03       | Zohar Shechtman | Shir shel yom chulin                               | Ja    | Nein   | Ja    | Nein     | Nein            | Ja         | Ja         | 55 %       | Von der Moderation gerettet |
| 04       | Ilai Chapman    | Eich sheat                                         | Ja    | Ja     | Ja    | Ja       | –               | –          | –          | 80 %       | Qualifiziert                |
| 05       | Osher Sava      | Ima im hayiti                                      | Nein  | –      | Nein  | Nein     | Nein            | –          | –          | 34 %       | Ausgeschieden               |
| 06       | Noy Sassover    | Dangerous Women (Originalinterpret: Ariana Grande) | –     | Ja     | Ja    | Ja       | Ja              | –          | –          | 80 %       | Qualifiziert                |
| 07       | Shon Bello      | Zman tov lismoah                                   | Nein  | Nein   | –     | Nein     | Ja              | –          | –          | 40 %       | Ausgeschieden               |
| 08       | Yagel Yadai     | Ein li'af echat babayit                            | Ja    | Ja     | Ja    | Nein     | Ja              | –          | –          | 77 %       | Qualifiziert                |
| 09       | Elsie Doll      | Friends                                            | Nein  | Ja     | Nein  | Nein     | Nein            | –          | –          | 36 %       | Ausgeschieden               |
| 10       | Nitay Twito     | Rise Up                                            | Ja    | Ja     | Ja    | Ja       | Ja              | –          | –          | 92 %       | Qualifiziert                |

### Neunte Audition
Die neunte Audition fand am 25. Dezember 2018 statt. Fünf Teilnehmer qualifizierten sich für die nächste Runde.
| Startnr. | Interpret                 | Cover                                        | Jury  | Jury   | Jury  | Jury     | Jury            | Moderation | Moderation | Televoting | Ergebnis      |
| Startnr. | Interpret                 | Cover                                        | Skaat | Maimon | Peles | Amdursky | Static & Tavori | Azar       | Sela       | Televoting | Ergebnis      |
| -------- | ------------------------- | -------------------------------------------- | ----- | ------ | ----- | -------- | --------------- | ---------- | ---------- | ---------- | ------------- |
| 01       | Netanel & Yarden Barzilai | Tsevaim                                      | –     | Ja     | Ja    | Nein     | Ja              | –          | –          | 76 %       | Qualifiziert  |
| 02       | Maayan Brinza             | Leilotay                                     | Ja    | –      | Nein  | Nein     | Nein            | –          | –          | 46 %       | Ausgeschieden |
| 03       | Shira Givony              | If I Were a Boy (Originalinterpret: Beyoncé) | Nein  | Ja     | Ja    | Nein     | Ja              | –          | –          | 72 %       | Qualifiziert  |
| 04       | Or Ben Atar               | Achrey hakol hakfar                          | Ja    | Ja     | Ja    | Ja       | Ja              | –          | –          | 94 %       | Qualifiziert  |
| 05       | Meital Locke              | Haderch el hakfar                            | Ja    | Ja     | –     | Nein     | Nein            | –          | –          | 66 %       | Ausgeschieden |
| 06       | Avi Ashur                 | Eten lach                                    | Nein  | Ja     | –     | Ja       | Ja              | –          | –          | 79 %       | Qualifiziert  |
| 07       | Sofia Makovkina           | Highway to Hell (Originalinterpret: AC/DC)   | Nein  | Nein   | Ja    | Nein     | Nein            | –          | –          | 39 %       | Ausgeschieden |
| 08       | Ehab Atilla               | Eten lach'shanim                             | –     | Ja     | Ja    | Ja       | Ja              | –          | –          | 85 %       | Qualifiziert  |

### Zehnte Audition
Die zehnte Audition fand am 29. und 30. Dezember 2018 statt. Acht Teilnehmer qualifizierten sich für die nächste Runde, wo von zwei von der Moderation gerettet wurden.
| Startnr. | Interpret          | Cover                                                                 | Jury  | Jury   | Jury  | Jury     | Jury            | Moderation | Moderation | Televoting | Ergebnis                    |
| Startnr. | Interpret          | Cover                                                                 | Skaat | Maimon | Peles | Amdursky | Static & Tavori | Azar       | Sela       | Televoting | Ergebnis                    |
| -------- | ------------------ | --------------------------------------------------------------------- | ----- | ------ | ----- | -------- | --------------- | ---------- | ---------- | ---------- | --------------------------- |
| 01       | Chem Rotem         | Osher ledaka                                                          | Nein  | Ja     | Ja    | Ja       | Ja              | –          | –          | 80 %       | Qualifiziert                |
| 02       | Tchelet Perlmutter | Soon we'll be found (Originalinterpret: Sia)                          | Ja    | Ja     | Ja    | Ja       | Ja              | –          | –          | 78 %       | Qualifiziert                |
| 03       | Dana Hertz         | Rise Up                                                               | Nein  | Nein   | Ja    | Ja       | Ja              | –          | –          | 57 %       | Ausgeschieden               |
| 04       | Noa Klein          | Somewhere over the Rainbow (Originalinterpret: Israel Kamakawiwoʻole) | Ja    | Ja     | –     | Ja       | Ja              | –          | –          | 88 %       | Qualifiziert                |
| 05       | Los Caparos        | Nachon lehayom                                                        | Ja    | Ja     | Ja    | Nein     | Ja              | –          | –          | 70 %       | Qualifiziert                |
| 06       | Daniela Lamesh     | Make You Feel My Love (Originalinterpret: Bob Dylan)                  | Nein  | Nein   | Ja    | Nein     | Nein            | –          | –          | 44 %       | Ausgeschieden               |
| 07       | Ofek Adanek        | Sheat zaza                                                            | Ja    | –      | Nein  | –        | Ja              | Ja         | Ja         | 50 %       | Von der Moderation gerettet |
| 08       | Tali Rabinovich    | Dangerous Women (Originalinterpret: Ariana Grande)                    | –     | Ja     | Ja    | Ja       | Ja              | –          | –          | 81 %       | Qualifiziert                |
| 09       | Itai Goren         | Hey at                                                                | Nein  | Nein   | Nein  | Nein     | Nein            | –          | –          | 24 %       | Ausgeschieden               |
| 10       | Yuval Shauli       | Warrior                                                               | Ja    | Ja     | Nein  | Nein     | Nein            | Ja         | Ja         | 59 %       | Von der Moderation gerettet |
| 11       | Emanuel Specter    | Part of your World                                                    | Ja    | Nein   | Nein  | Nein     | Ja              | –          | –          | 59 %       | Ausgeschieden               |
| 12       | Dili               | Hasholef me Bagdad                                                    | Nein  | Nein   | Nein  | Nein     | Nein            | –          | –          | 25 %       | Ausgeschieden               |
| 13       | Bar Cohen          | Kshehalachta                                                          | Ja    | Ja     | Ja    | Ja       | Nein            | –          | –          | 81 %       | Qualifiziert                |

### Elfte Audition
Die elfte Audition fand am 31. Dezember 2018 und am 1. Januar 2019 statt. Sieben Teilnehmer qualifizierten sich für die nächste Runde, wovon einer von der Moderation gerettet wurde.
| Startnr. | Interpret           | Cover              | Jury  | Jury   | Jury  | Jury     | Jury            | Moderation | Moderation | Televoting | Ergebnis                    |
| Startnr. | Interpret           | Cover              | Skaat | Maimon | Peles | Amdursky | Static & Tavori | Azar       | Sela       | Televoting | Ergebnis                    |
| -------- | ------------------- | ------------------ | ----- | ------ | ----- | -------- | --------------- | ---------- | ---------- | ---------- | --------------------------- |
| 01       | Riff Cohen          | Migdalor           | Nein  | Ja     | Ja    | Nein     | Ja              | –          | –          | 73 %       | Qualifiziert                |
| 02       | Ben Ganon           | Zer kisufim        | Nein  | Nein   | Ja    | Nein     | Nein            | –          | –          | 50 %       | Ausgeschieden               |
| 03       | Ariela Siman Tov    | Lo ohev oti yoter  | –     | Ja     | Ja    | Ja       | Nein            | –          | –          | 82 %       | Qualifiziert                |
| 04       | Roy Pinhasov        | Al tashlicheni     | Ja    | Ja     | Ja    | Nein     | Ja              | –          | –          | 68 %       | Ausgeschieden               |
| 05       | Yakir Reda          | Alfey sipurim      | –     | –      | Nein  | –        | –               | –          | –          | 29 %       | Ausgeschieden               |
| 06       | Osher Davidian      | Nizacht iti hakol  | Ja    | Ja     | Ja    | Ja       | Ja              | –          | –          | 88 %       | Qualifiziert                |
| 07       | Marie Benhaim       | Yesh bi od koach   | Nein  | Nein   | Nein  | Ja       | Ja              | Ja         | Ja         | 67 %       | Von der Moderation gerettet |
| 08       | Mazal Kav           | Latch              | Nein  | Ja     | Ja    | Ja       | Ja              | –          | –          | 88 %       | Qualifiziert                |
| 09       | Michal Shabbo       | Hasholef me Bagdad | Nein  | Nein   | Nein  | Nein     | Nein            | –          | –          | 25 %       | Ausgeschieden               |
| 10       | Elisete Ritter      | Mas Que Nada       | Nein  | Nein   | Nein  | Nein     | Nein            | –          | –          | 22 %       | Ausgeschieden               |
| 11       | Gadi Solimanov      | Yesh bi od koach   | –     | –      | Ja    | Nein     | Ja              | –          | –          | 63 %       | Ausgeschieden               |
| 12       | Natalie Wamba Berry | Crazy              | Ja    | Ja     | –     | Ja       | Ja              | –          | –          | 83 %       | Qualifiziert                |
| 13       | Amir & Shahar Exol  | Katonti            | Nein  | Ja     | –     | Ja       | Nein            | –          | –          | 66 %       | Ausgeschieden               |
| 14       | Anaelia Ben David   | Nigun hanesh'amot  | –     | Ja     | Ja    | Nein     | Nein            | –          | –          | 45 %       | Ausgeschieden               |
| 15       | Zohar Garala        | Lomedet lalechet   | Nein  | Ja     | Nein  | Ja       | Ja              | –          | –          | 78 %       | Qualifiziert                |

## Zwischenrunde
Die Zwischenrunde, wo die Juroren noch mal alle Teilnehmer anhörten, die die Auditions überstanden haben, fand vom 7. Januar 2019 bis zum 10. Januar 2019 statt. Dort entschied lediglich die Jury, welche 20 Teilnehmer die nächste Runde erreichen. Die restlichen Teilnehmer schieden aus, ebenso die Kandidaten, die nicht mehr im Fernsehen gezeigt wurden.
Dabei gab es zwei Abstimmungsrunden. In der ersten Runde musste jeder Interpret mindestens 60 % der Jurystimmen erreichen, um in die zweite Runde zu gelangen. Pro Sendung durften aus den Kandidatenfeld der zweiten Runde nur fünf in die nächste Runde gelangen. Die Entscheidung zu den fünf Interpreten pro Sendung traf die Jury intern.
| Startnr.                          | Interpret                | Jury  | Jury   | Jury  | Jury     | Jury            | Jurystimmen (in %) | Ergebnis (Runde 1) | Ergebnis (Runde 2) |
| Startnr.                          | Interpret                | Skaat | Maimon | Peles | Amdursky | Static & Tavori | Jurystimmen (in %) | Ergebnis (Runde 1) | Ergebnis (Runde 2) |
| --------------------------------- | ------------------------ | ----- | ------ | ----- | -------- | --------------- | ------------------ | ------------------ | ------------------ |
| Zwischenrunde 1 (7. Januar 2019)  |                          |       |        |       |          |                 |                    |                    |                    |
| 01                                | Lior Chen                | –     | Ja     | Ja    | Ja       | Ja              | 80 %               | Qualifiziert       | Qualifiziert       |
| 02                                | Maya Buskila             | Ja    | Ja     | Ja    | Ja       | Ja              | 100 %              | Qualifiziert       | Qualifiziert       |
| 03                                | Shefita                  | Ja    | Ja     | Ja    | Nein     | Ja              | 80 %               | Qualifiziert       | Qualifiziert       |
| 04                                | Tal Versano              | Nein  | Nein   | Nein  | Nein     | Ja              | 20 %               | Ausgeschieden      | –                  |
| 05                                | Tai                      | Ja    | Ja     | Ja    | Nein     | Ja              | 80 %               | Qualifiziert       | Qualifiziert       |
| 06                                | Nadav Phillips           | Nein  | Nein   | Ja    | Ja       | Ja              | 60 %               | Qualifiziert       | Ausgeschieden      |
| 07                                | Ariela Siman Tov         | Nein  | Nein   | Ja    | Nein     | Nein            | 20 %               | Ausgeschieden      | –                  |
| 08                                | Ayala Eligula            | Ja    | Ja     | Ja    | Nein     | Ja              | 80 %               | Qualifiziert       | Ausgeschieden      |
| 09                                | Osher Biton              | Nein  | Ja     | Ja    | Ja       | Ja              | 80 %               | Qualifiziert       | Qualifiziert       |
| Zwischenrunde 2 (8. Januar 2019)  |                          |       |        |       |          |                 |                    |                    |                    |
| 01                                | Clara Sabag              | Ja    | Ja     | Ja    | Nein     | Ja              | 80 %               | Qualifiziert       | Qualifiziert       |
| 02                                | Daniel Barzilai          | Ja    | Ja     | Ja    | Ja       | Ja              | 100 %              | Qualifiziert       | Qualifiziert       |
| 03                                | Frida Uziel              | Nein  | –      | Ja    | Nein     | Nein            | 20 %               | Ausgeschieden      | –                  |
| 04                                | Naor Cohen               | Ja    | Ja     | Ja    | Nein     | Ja              | 80 %               | Qualifiziert       | Qualifiziert       |
| 05                                | Na'ama Gali Cohen        | Ja    | Ja     | Ja    | Nein     | Nein            | 60 %               | Qualifiziert       | Qualifiziert       |
| 06                                | Na'ama Gali Cohen        | Nein  | –      | Nein  | Nein     | Nein            | 0 %                | Ausgeschieden      | –                  |
| 07                                | Or Ben Atar              | Nein  | –      | –     | –        | Nein            | 0 %                | Ausgeschieden      | –                  |
| 08                                | Tali Rabinovich          | Nein  | Nein   | Nein  | Nein     | –               | 0 %                | Ausgeschieden      | –                  |
| 09                                | Noa Klein                | Nein  | Nein   | Nein  | Nein     | Nein            | 0 %                | Ausgeschieden      | –                  |
| 10                                | Osher Davidian           | –     | –      | Nein  | Nein     | Nein            | 0 %                | Ausgeschieden      | –                  |
| 11                                | Ido Dankner              | Nein  | Ja     | Ja    | Nein     | Ja              | 60 %               | Qualifiziert       | Ausgeschieden      |
| 12                                | Romi Azar                | Nein  | Ja     | Nein  | Nein     | Nein            | 20 %               | Ausgeschieden      | –                  |
| 13                                | Shalva Band              | Ja    | Ja     | Ja    | Ja       | Ja              | 100 %              | Qualifiziert       | Qualifiziert       |
| Zwischenrunde 3 (9. Januar 2019)  |                          |       |        |       |          |                 |                    |                    |                    |
| 01                                | Gal Binyamin             | Nein  | Ja     | Ja    | Nein     | Ja              | 60 %               | Qualifiziert       | Ausgeschieden      |
| 02                                | Shahaf                   | Ja    | Ja     | Ja    | Nein     | Ja              | 80 %               | Qualifiziert       | Qualifiziert       |
| 03                                | Netanel & Yarden Bazilai | Nein  | –      | Nein  | Nein     | Ja              | 20 %               | Ausgeschieden      | –                  |
| 04                                | Liat Eliyahu             | Ja    | Ja     | Ja    | Nein     | Ja              | 80 %               | Qualifiziert       | Qualifiziert       |
| 05                                | Kobi Merimi              | Ja    | Ja     | Ja    | Nein     | Ja              | 80 %               | Qualifiziert       | Qualifiziert       |
| 06                                | Julia Garnits            | Ja    | Ja     | Ja    | Ja       | Nein            | 80 %               | Qualifiziert       | Ausgeschieden      |
| 07                                | Ofri Halfon              | Ja    | Ja     | Ja    | Ja       | Ja              | 100 %              | Qualifiziert       | Qualifiziert       |
| 08                                | Assaf Messilati          | Ja    | Nein   | Nein  | Nein     | Ja              | 40 %               | Ausgeschieden      | –                  |
| 09                                | Wanna Wanna              | Ja    | Ja     | Ja    | Ja       | Ja              | 100 %              | Qualifiziert       | Qualifiziert       |
| Zwischenrunde 4 (10. Januar 2019) |                          |       |        |       |          |                 |                    |                    |                    |
| 01                                | Daniel Mazuz             | Ja    | Ja     | Ja    | Nein     | Ja              | 80 %               | Qualifiziert       | Qualifiziert       |
| 02                                | Avraham de Carvalho      | Ja    | Ja     | Nein  | Ja       | Ja              | 80 %               | Qualifiziert       | Qualifiziert       |
| 03                                | Amit Sadeh               | Nein  | Ja     | Nein  | –        | Nein            | 20 %               | Ausgeschieden      | –                  |
| 04                                | Tchelet Perlmutter       | Ja    | Nein   | Ja    | Ja       | Nein            | 60 %               | Qualifiziert       | Ausgeschieden      |
| 05                                | Ketreyah                 | Ja    | Nein   | Ja    | Nein     | Ja              | 60 %               | Qualifiziert       | Qualifiziert       |
| 06                                | Judith Hasin             | Nein  | Nein   | Ja    | Nein     | Nein            | 20 %               | Ausgeschieden      | –                  |
| 07                                | Nitay Twito              | Ja    | Ja     | Ja    | Ja       | Ja              | 100 %              | Qualifiziert       | Qualifiziert       |
| 08                                | Ofek Adanek              | Ja    | Nein   | Nein  | Nein     | Ja              | 40 %               | Ausgeschieden      | –                  |
| 09                                | Avi Ashur                | –     | –      | –     | –        | –               | 0 %                | Ausgeschieden      | –                  |
| 10                                | Barry Brown              | –     | –      | –     | –        | –               | 0 %                | Ausgeschieden      | –                  |
| 11                                | Gilad Tenzer             | –     | –      | –     | –        | –               | 0 %                | Ausgeschieden      | –                  |
| 12                                | Sarah Moshioff           | –     | –      | –     | –        | –               | 0 %                | Ausgeschieden      | –                  |
| 13                                | Shahar Adawi             | –     | –      | –     | –        | –               | 0 %                | Ausgeschieden      | –                  |
| 14                                | Niv Yanco                | –     | –      | –     | –        | –               | 0 %                | Ausgeschieden      | –                  |
| 15                                | Limor Oved               | –     | –      | –     | –        | –               | 0 %                | Ausgeschieden      | –                  |
| 16                                | Ehab Atilla              | –     | –      | –     | –        | –               | 0 %                | Ausgeschieden      | –                  |
| 17                                | Roy Sandler              | –     | –      | –     | –        | –               | 0 %                | Ausgeschieden      | –                  |
| 18                                | Naveh Madmon             | Ja    | Ja     | Ja    | Ja       | Ja              | 100 %              | Qualifiziert       | Qualifiziert       |

## Top 20 Runde
Die Top 20 Runde fand vom 13. Januar 2019 bis zum 15. Januar 2019 statt. Das Kandidatenfeld wurde dabei von 20 auf 12 Teilnehmer reduziert. Es traten dabei jeweils zwei Interpreten in einem Duell gegeneinander an. Der Interpret mit den meisten Stimmen pro Duell qualifizierte sich für die nächste Runde. Am Ende wählte die Jury dann aus allen zehn Verlieren noch zwei Teilnehmer aus, die trotzdem die nächste Runde erreichten.
| Duell                             | Startnr. | Interpret           | Cover                                                              | Jury  | Jury   | Jury  | Jury     | Jury            | Televoting | Ergebnis              |
| Duell                             | Startnr. | Interpret           | Cover                                                              | Skaat | Maimon | Peles | Amdursky | Static & Tavori | Televoting | Ergebnis              |
| --------------------------------- | -------- | ------------------- | ------------------------------------------------------------------ | ----- | ------ | ----- | -------- | --------------- | ---------- | --------------------- |
| Duell-Sendung 1 (13. Januar 2019) |          |                     |                                                                    |       |        |       |          |                 |            |                       |
| I                                 | 1        | Wanna Wanna         | I Trusted You                                                      | Ja    | Ja     | Ja    | Nein     | Ja              | 68 %       | Ausgeschieden         |
| I                                 | 2        | Maya Buskila        | If I Were a Boy (Originalinterpret: Beyoncé)                       | Ja    | Ja     | Ja    | Nein     | Ja              | 81 %       | Qualifiziert          |
| II                                | 3        | Shahaf              | Déjà Vu (Originalinterpret: Beyoncé)                               | Ja    | Ja     | Ja    | Nein     | Ja              | 60 %       | Ausgeschieden         |
| II                                | 4        | Clara Sabag         | Rolling in the Deep (Originalinterpret: Adele)                     | Nein  | Ja     | Ja    | Nein     | Ja              | 76 %       | Qualifiziert          |
| III                               | 5        | Lior Shen           | Russian Roulette (Originalinterpret: Rihanna)                      | Ja    | Nein   | Ja    | Nein     | Ja              | 64 %       | Ausgeschieden         |
| III                               | 6        | Osher Biton         | Star Ivd                                                           | Ja    | Ja     | Ja    | Ja       | Ja              | 76 %       | Qualifiziert          |
| Duell-Sendung 2 (14. Januar 2019) |          |                     |                                                                    |       |        |       |          |                 |            |                       |
| I                                 | 1        | Na'ama Gali Cohen   | Rockabye (Originalinterpret: Clean Bandit, Sean Paul & Anne-Marie) | Nein  | Ja     | Ja    | Ja       | Nein            | 64 %       | Ausgeschieden         |
| I                                 | 2        | Daniel Barzilai     | Sh Sh Ilh                                                          | Ja    | Ja     | Ja    | Nein     | Ja              | 80 %       | Qualifiziert          |
| II                                | 3        | Shefita             | Can't Stop The Feeling (Originalinterpret: Justin Timberlake)      | Nein  | Ja     | Ja    | Nein     | Nein            | 41 %       | Von der Jury gerettet |
| II                                | 4        | Tai                 | Radioactive (Originalinterpret: Imagine Dragons)                   | Ja    | Ja     | Ja    | Ja       | Ja              | 89 %       | Qualifiziert          |
| III                               | 5        | Kobi Merimi         | Mad World (Originalinterpret: Tears for Fears)                     | Nein  | Ja     | Ja    | Nein     | Ja              | 57 %       | Qualifiziert          |
| III                               | 6        | Liat Eliyahu        | Stone Cold (Originalinterpret: Demi Lovato)                        | Nein  | Nein   | Nein  | Ja       | Nein            | 51 %       | Ausgeschieden         |
| Duell-Sendung 3 (15. Januar 2019) |          |                     |                                                                    |       |        |       |          |                 |            |                       |
| I                                 | 1        | Avraham de Carvalho | Viva la Vida (Originalinterpret: Coldplay)                         | Ja    | Ja     | Nein  | Ja       | Nein            | 67 %       | Von der Jury gerettet |
| I                                 | 2        | Ketreyah            | Just the Way You Are (Originalinterpret: Bruno Mars)               | Ja    | Ja     | Ja    | Nein     | Ja              | 83 %       | Qualifiziert          |
| II                                | 3        | Nitai Twito         | Sorry                                                              | Ja    | Ja     | Nein  | Nein     | Ja              | 68 %       | Ausgeschieden         |
| II                                | 4        | Tocho Ratsuf Ahava  | Tvchv rtzvf hvh                                                    | Ja    | Ja     | Ja    | Ja       | Ja              | 90 %       | Qualifiziert          |
| III                               | 5        | Nave Madmon         | Never Forget You                                                   | Ja    | Nein   | Nein  | Nein     | Ja              | 53 %       | Ausgeschieden         |
| III                               | 6        | Daniel Mazuz        | Earth Song (Originalinterpret: Michael Jackson)                    | Nein  | Nein   | Ja    | Nein     | Nein            | 54 %       | Qualifiziert          |
| IV                                | 7        | Shalva Band         | The Sound of Silence                                               | Ja    | Ja     | Ja    | Ja       | Ja              | 95 %       | Qualifiziert          |
| IV                                | 8        | Naor Cohen          | Shtm vllh                                                          | Ja    | Ja     | Nein  | Nein     | Ja              | 66 %       | Ausgeschieden         |

## Heats

### Heat 1
Heat 1 fand am 19. Januar 2019 statt. Zehn Teilnehmer traten in jeweils fünf Duellen gegeneinander an, wo in jedem Duell ein unterschiedliches Motto erfüllt werden musste. Im ersten Duell mussten die Teilnehmer ihren Stil vorstellen, im zweiten Duell sollten die Kandidaten Lieder von Divas singen und im dritten Duell mussten die Kandidaten jeweils zu zweit auftreten. Dabei erreichte mit der Startnummer 5 Osher Biton die nächste Runde, da er von der Jury gerettet wurde, während Klara Sabag ausschied. Ofri Calfon und die Shalva Band mit Startnummer sechs erreichten dagegen direkt die nächste Runde. Im vierten Duell mussten die Kandidaten dann ihre persönliche Geschichte vortragen, während im fünften und letzten Duell Eurovision Lieder vorgetragen wurden.
| Duell | Startnr. | Interpret                 | Cover                                                   | Jury  | Jury   | Jury  | Jury     | Jury            | Televoting | Ergebnis                            |
| Duell | Startnr. | Interpret                 | Cover                                                   | Skaat | Maimon | Peles | Amdursky | Static & Tavori | Televoting | Ergebnis                            |
| ----- | -------- | ------------------------- | ------------------------------------------------------- | ----- | ------ | ----- | -------- | --------------- | ---------- | ----------------------------------- |
| I     | 1        | Ketreyah                  | Wings (Originalinterpret: Little Mix)                   | Ja    | Ja     | Ja    | Ja       | Ja              | 85 %       | Qualifiziert                        |
| I     | 2        | Danielle Mazuz            | No Diggity (Originalinterpret: BLACKstreet)             | Nein  | Ja     | Ja    | Nein     | Ja              | 69 %       | Von der Jury gerettet               |
| II    | 3        | Shefita                   | Bootylicious (Originalinterpret: Destiny’s Child)       | Ja    | Ja     | Ja    | Ja       | Ja              | 83 %       | Von der Jury gerettet               |
| II    | 4        | Avraham de Carvalho       | When We Were Young (Originalinterpret: Adele)           | Ja    | Ja     | Ja    | Ja       | Ja              | 88 %       | Qualifiziert                        |
| III   | 5        | Klara Sabag & Osher Biton | Tafasta li makom                                        | Ja    | Ja     | Nein  | Ja       | Nein            | 85 %       | Ausgeschieden Von der Jury gerettet |
| III   | 6        | Ofri Calfon & Shalva Band | Chalomot shel acherim                                   | Ja    | Ja     | Ja    | Ja       | Ja              | 94 %       | Qualifiziert                        |
| IV    | 7        | Tai                       | Breathe Me (Originalinterpret: Sia)                     | Nein  | Ja     | Ja    | Nein     | Ja              | 72 %       | Von der Jury gerettet               |
| IV    | 8        | Daniel Barzilai           | Hello (Originalinterpret: Adele)                        | Ja    | Ja     | Ja    | Nein     | Ja              | 79 %       | Qualifiziert                        |
| V     | 9        | Kobi Marimi               | Fuego (Originalinterpret: Eleni Foureira)               | Nein  | Ja     | Ja    | Ja       | Ja              | 80 %       | Von der Jury gerettet               |
| V     | 10       | Maya Bouskilla            | Rise Like a Phoenix (Originalinterpret: Conchita Wurst) | Ja    | Ja     | Ja    | Ja       | Ja              | 85 %       | Qualifiziert                        |

### Heat 2
Heat 2 fand am 20. und 21. Januar 2019 statt. Insgesamt elf Teilnehmer nahmen daran teil, wo von zehn die nächste Runde erreichten. Schließlich schied der Teilnehmer aus, der die niedrigste Anzahl an Stimmen erreichte.
| Startnr. | Interpret           | Cover                                              | Jury  | Jury   | Jury  | Jury     | Jury            | Televoting | Ergebnis      |
| Startnr. | Interpret           | Cover                                              | Skaat | Maimon | Peles | Amdursky | Static & Tavori | Televoting | Ergebnis      |
| -------- | ------------------- | -------------------------------------------------- | ----- | ------ | ----- | -------- | --------------- | ---------- | ------------- |
| 1        | Daniel Barzilai     | Grenade (Originalinterpret: Bruno Mars)            | Ja    | Ja     | Ja    | Ja       | Nein            | 73 %       | Qualifiziert  |
| 2        | Maya Bouskilla      | Warrior (Originalinterpret: Demi Lovato)           | Ja    | Ja     | Ja    | Ja       | Nein            | 63 %       | Qualifiziert  |
| 3        | Shefita             | Broken                                             | Ja    | Ja     | Ja    | Ja       | Nein            | 69 %       | Qualifiziert  |
| 4        | Danielle Mazuz      | Toxic (Originalinterpret: Britney Spears)          | Nein  | Nein   | Ja    | Nein     | Ja              | 59 %       | Qualifiziert  |
| 5        | Avraham de Carvalho | Back to Black (Originalinterpret: Amy Winehouse)   | Ja    | Ja     | Ja    | Ja       | Ja              | 88 %       | Qualifiziert  |
| 6        | Osher Biton         | Harbe mimech nishar                                | Ja    | Ja     | Nein  | Nein     | Nein            | 47 %       | Ausgeschieden |
| 7        | Shalva Band         | Hallelujah (Originalinterpret: Leonard Cohen)      | –     | Ja     | Ja    | Ja       | Nein            | 76 %       | Qualifiziert  |
| 8        | Ofri Calfon         | Ahava ka'zo                                        | Nein  | Nein   | Ja    | Ja       | Nein            | 55 %       | Qualifiziert  |
| 9        | Kobi Marimi         | Circle of Life (Originalinterpret: Carmen Twillie) | –     | Ja     | Ja    | Nein     | Ja              | 70 %       | Qualifiziert  |
| 10       | Tai                 | Love on the Brain (Originalinterpret: Rihanna)     | Ja    | Ja     | Nein  | Nein     | Ja              | 64 %       | Qualifiziert  |
| 11       | Ketreyah            | Kshalev boche                                      | Ja    | Ja     | Ja    | Ja       | Ja              | 86 %       | Qualifiziert  |

### Heat 3
Heat 3 fand am 26. Januar 2019 statt. Zehn Teilnehmer nahmen daran teil, wo von neun die nächste Runde erreichten. Pro Duell gab es, wie schon in Heat 1, verschiedene Mottos, die erfüllt werden mussten. Im ersten Duell mussten wieder vier Teilnehmer zu zweit jeweils ein Lied vortragen, im zweiten Duell dagegen mussten die Kandidaten über ihre persönliche Geschichte singen. Im dritten Duell durfte dann lediglich das Televoting bestimmen, welcher Teilnehmer die nächste Runde erreicht. Im vierten und letzten Duell mussten die Kandidaten dann zusammen mit Harel Skaat ein Duett vortragen. Der Teilnehmer mit den wenigsten Stimmen schied am Ende aus.
| Duell | Startnr. | Interpret                         | Cover                                                                | Jury  | Jury   | Jury  | Jury     | Jury            | Televoting | Ergebnis              |
| Duell | Startnr. | Interpret                         | Cover                                                                | Skaat | Maimon | Peles | Amdursky | Static & Tavori | Televoting | Ergebnis              |
| ----- | -------- | --------------------------------- | -------------------------------------------------------------------- | ----- | ------ | ----- | -------- | --------------- | ---------- | --------------------- |
| I     | 1        | Maya Bouskilla & Ketreyah         | Bang Bang (Originalinterpret: Jessie J, Ariana Grande & Nicki Minaj) | Ja    | Ja     | Ja    | Ja       | Ja              | 94 %       | Qualifiziert          |
| I     | 2        | Ofri Calfon & Daniel Barzilai     | Lifnei she'yigamer                                                   | Ja    | Ja     | Ja    | Ja       | Ja              | 92 %       | Von der Jury gerettet |
| II    | 3        | Danielle Mazuz                    | Make You Feel My Love (Originalinterpret: Bob Dylan)                 | Nein  | –      | Ja    | Nein     | Nein            | 58 %       | Ausgeschieden         |
| II    | 4        | Kobi Marimi                       | This Is Me                                                           | Ja    | Ja     | Ja    | Nein     | Ja              | 94 %       | Qualifiziert          |
| III   | 5        | Shefita                           | Material Girl (Originalinterpret: Madonna)                           | –     | –      | –     | –        | –               | 37 %       | Von der Jury gerettet |
| III   | 6        | Tai                               | Womanizer (Originalinterpret: Britney Spears)                        | –     | –      | –     | –        | –               | 76 %       | Qualifiziert          |
| IV    | 7        | Shalva Band & Harel Skaat         | Bechayai                                                             | Ja    | Ja     | Ja    | Nein     | Ja              | 83 %       | Qualifiziert          |
| IV    | 8        | Avraham de Carvalho & Harel Skaat | Shallow (Originalinterpret: Lady Gaga & Bradley Cooper)              | Ja    | Ja     | Ja    | Ja       | Nein            | 75 %       | Von der Jury gerettet |

### Heat 4
Heat 4 fand am 27. und 28. Januar 2019 statt. Insgesamt neun Teilnehmer nahmen daran teil, wovon acht die nächste Runde erreichten. Schließlich schied der Teilnehmer aus, der die niedrigste Anzahl an Stimmen erreichte.
| Startnr. | Interpret           | Cover                                                                                 | Jury  | Jury   | Jury  | Jury     | Jury            | Televoting | Ergebnis      |
| Startnr. | Interpret           | Cover                                                                                 | Skaat | Maimon | Peles | Amdursky | Static & Tavori | Televoting | Ergebnis      |
| -------- | ------------------- | ------------------------------------------------------------------------------------- | ----- | ------ | ----- | -------- | --------------- | ---------- | ------------- |
| 1        | Kobi Marimi         | Diamonds (Originalinterpret: Rihanna)                                                 | Ja    | Nein   | Ja    | Ja       | Nein            | 48 %       | Ausgeschieden |
| 2        | Ketreyah            | Stay (Originalinterpret: Rihanna)                                                     | Ja    | Ja     | Ja    | Ja       | Ja              | 95 %       | Qualifiziert  |
| 3        | Ofri Calfon         | Runnin' (Lose It All) (Originalinterpret: Naughty Boy feat. Beyoncé & Arrow Benjamin) | Nein  | Nein   | Ja    | Ja       | Ja              | 71 %       | Qualifiziert  |
| 4        | Shefita             | Black Hole Sun (Originalinterpret: Soundgarden)                                       | Ja    | Ja     | Ja    | Ja       | Nein            | 54 %       | Qualifiziert  |
| 5        | Tai                 | Never Tear Us Apart (Originalinterpret: INXS)                                         | Nein  | Ja     | Ja    | Nein     | Ja              | 69 %       | Qualifiziert  |
| 6        | Daniel Barzilai     | Eifo hayit                                                                            | Ja    | Ja     | Nein  | Nein     | Nein            | 59 %       | Qualifiziert  |
| 7        | Maya Bouskilla      | I Will Always Love You (Originalinterpret: Whitney Houston)                           | Ja    | Nein   | Ja    | Ja       | Ja              | 77 %       | Qualifiziert  |
| 8        | Shalva Band         | Ani ro'a bach mashehu tov                                                             | Ja    | Ja     | Ja    | Ja       | Ja              | 91 %       | Qualifiziert  |
| 9        | Avraham de Carvalho | Let It Go (Originalinterpret: James Bay)                                              | Ja    | –      | Nein  | Nein     | Ja              | 56 %       | Qualifiziert  |

## Halbfinale

### Erstes Halbfinale
Das erste Halbfinale fand am 2. Februar 2019 statt. Vier der acht verbleibenden Teilnehmer traten hier gegeneinander an. In der ersten Runde mussten jeweils zwei Teilnehmer in einem Duell gegeneinander singen. Der Teilnehmer mit der höchsten Prozentzahl erreichte die zweite Runde. Der andere Teilnehmer schied aus oder wurde von der Jury für das dritte Halbfinale gerettet.
In der zweiten Runde konnten Jury und Publikum dann jeweils 12 oder 10 Punkte verteilen. Der Teilnehmer mit der höheren Punktzahl qualifizierte sich direkt für das Finale. Der Verlierer erreichte das dritte Halbfinale.
Am 5. Februar 2019 gab die Shalva Band bekannt, dass sie sich vom Wettbewerb zurückziehen.

#### Erste Runde
| Duell | Startnr. | Interpret       | Cover                                                             | Jury  | Jury   | Jury  | Jury     | Jury            | Televoting | Ergebnis              |
| Duell | Startnr. | Interpret       | Cover                                                             | Skaat | Maimon | Peles | Amdursky | Static & Tavori | Televoting | Ergebnis              |
| ----- | -------- | --------------- | ----------------------------------------------------------------- | ----- | ------ | ----- | -------- | --------------- | ---------- | --------------------- |
| I     | 1        | Ketreyah        | There's Nothing Holdin' Me Back (Originalinterpret: Shawn Mendes) | Ja    | Ja     | Ja    | Ja       | Ja              | 88 %       | Qualifiziert          |
| I     | 2        | Tai             | Genius (Originalinterpret: LSD)                                   | Nein  | Nein   | Nein  | Nein     | Nein            | 42 %       | Von der Jury gerettet |
| II    | 3        | Daniel Barzilai | Kshe'acher                                                        | Nein  | Nein   | Ja    | Nein     | Nein            | 30 %       | Von der Jury gerettet |
| II    | 4        | Shalva Band     | True Colors (Originalinterpret: Cyndi Lauper)                     | Nein  | Ja     | Ja    | Ja       | Ja              | 84 %       | Qualifiziert          |

#### Zweite Runde
| Startnr. | Interpret   | Cover                                                 | Jury  | Jury   | Jury  | Jury     | Jury   | Jury   | Jury Gesamt | Televoting | Gesamt | Ergebnis           |
| Startnr. | Interpret   | Cover                                                 | Skaat | Maimon | Peles | Amdursky | Static | Tavori | Jury Gesamt | Televoting | Gesamt | Ergebnis           |
| -------- | ----------- | ----------------------------------------------------- | ----- | ------ | ----- | -------- | ------ | ------ | ----------- | ---------- | ------ | ------------------ |
| 5        | Shalva Band | Pizmon LaYakinton                                     | 10    | 12     | 10    | 10       | 12     | 12     | 66          | 21         | 87     | Zurückgezogen      |
| 6        | Ketreyah    | HaSheket SheNish'ar (Originalinterpret: Shiri Maimon) | 12    | 10     | 12    | 12       | 10     | 10     | 66          | 19         | 85     | Drittes Halbfinale |

### Zweites Halbfinale
Das zweite Halbfinale fand am 3. Februar 2019 statt. Vier der acht verbleibenden Teilnehmer traten hier gegeneinander an. In der ersten Runde mussten jeweils zwei Teilnehmer in einem Duell gegeneinander singen. Der Teilnehmer mit der höchsten Prozentzahl erreichte die zweite Runde. Der andere Teilnehmer schied aus oder wurde von der Jury für das dritte Halbfinale gerettet.
In der zweiten Runde konnten Jury und Publikum dann jeweils 12 oder 10 Punkte verteilen. Der Teilnehmer mit der höheren Punktzahl qualifizierte sich direkt für das Finale. Der Verlierer erreichte das dritte Halbfinale.

#### Erste Runde
| Duell | Startnr. | Interpret           | Cover                                                               | Jury  | Jury   | Jury  | Jury     | Jury            | Televoting | Ergebnis              |
| Duell | Startnr. | Interpret           | Cover                                                               | Skaat | Maimon | Peles | Amdursky | Static & Tavori | Televoting | Ergebnis              |
| ----- | -------- | ------------------- | ------------------------------------------------------------------- | ----- | ------ | ----- | -------- | --------------- | ---------- | --------------------- |
| I     | 1        | Maya Bouskilla      | Love on Top / We Will Rock You (Originalinterpret: Beyoncé / Queen) | Ja    | Ja     | Ja    | Ja       | Ja              | 85 %       | Qualifiziert          |
| I     | 2        | Shefita             | Imagine (Originalinterpret: John Lennon)                            | Ja    | Ja     | Ja    | Ja       | Ja              | 72 %       | Von der Jury gerettet |
| II    | 3        | Avraham de Carvalho | Writing’s on the Wall (Originalinterpret: Sam Smith)                | Ja    | Ja     | Ja    | Ja       | Ja              | 82 %       | Qualifiziert          |
| II    | 4        | Ofri Calfon         | Ya mama                                                             | Ja    | Nein   | Nein  | Ja       | Nein            | 55 %       | Ausgeschieden         |

#### Zweite Runde
| Startnr. | Interpret           | Cover                                                 | Jury  | Jury   | Jury  | Jury     | Jury   | Jury   | Jury Gesamt | Televoting | Gesamt | Ergebnis           |
| Startnr. | Interpret           | Cover                                                 | Skaat | Maimon | Peles | Amdursky | Static | Tavori | Jury Gesamt | Televoting | Gesamt | Ergebnis           |
| -------- | ------------------- | ----------------------------------------------------- | ----- | ------ | ----- | -------- | ------ | ------ | ----------- | ---------- | ------ | ------------------ |
| 5        | Avraham de Carvalho | Halo (Originalinterpret: Beyoncé)                     | 10    | 10     | 10    | 12       | 10     | 10     | 62          | 19         | 81     | Drittes Halbfinale |
| 6        | Maya Bouskilla      | A Million Voices (Originalinterpret: Polina Gagarina) | 12    | 12     | 12    | 10       | 12     | 12     | 70          | 21         | 91     | Finale             |

### Drittes Halbfinale
Das dritte Halbfinale fand am 4. Februar 2019 statt. Vier Teilnehmer, die sich aus dem ersten und zweite Halbfinale nicht direkt für das Finale qualifizieren konnten, traten hier erneut gegeneinander an. Der Teilnehmer mit der höchsten Prozentzahl zog direkt ins Finale ein, während die drei verbleibenden Teilnehmer das vierte Halbfinale erreichten.
| Startnr. | Interpret           | Cover                                           | Jury  | Jury   | Jury  | Jury     | Jury            | Televoting | Ergebnis           |
| Startnr. | Interpret           | Cover                                           | Skaat | Maimon | Peles | Amdursky | Static & Tavori | Televoting | Ergebnis           |
| -------- | ------------------- | ----------------------------------------------- | ----- | ------ | ----- | -------- | --------------- | ---------- | ------------------ |
| 1        | Daniel Barzilai     | Use Somebody (Originalinterpret: Kings of Leon) | Nein  | Nein   | Ja    | Nein     | Nein            | 50 %       | Viertes Halbfinale |
| 2        | Ketreyah            | Rise Up                                         | Ja    | Ja     | Ja    | Ja       | Ja              | 91 %       | Finale             |
| 3        | Shefita             | Lioness                                         | Ja    | Ja     | Ja    | Ja       | Nein            | 65 %       | Viertes Halbfinale |
| 4        | Avraham de Carvalho | Perfect (Originalinterpret: Ed Sheeran)         | Ja    | Ja     | Ja    | Ja       | Ja              | 89 %       | Viertes Halbfinale |

### Wildcard-Runde
Die Wildcard-Runde fand am 7. Februar 2019 statt. Da die Shalva Band sich von ihrem Finalplatz zurückzog, wurde eine Wildcard-Runde mit zwei vorherigen Teilnehmern veranstaltet.
Die Jury und Publikum konnten dann jeweils 12 oder 10 Punkte verteilen. Der Teilnehmer mit der höheren Punktzahl qualifizierte sich für das vierte Halbfinale. Der andere Teilnehmer scheidet aus.
| Startnr. | Interpret   | Cover                                                    | Jury  | Jury   | Jury  | Jury     | Jury   | Jury   | Jury Gesamt | Televoting | Gesamt | Ergebnis           |
| Startnr. | Interpret   | Cover                                                    | Skaat | Maimon | Peles | Amdursky | Static | Tavori | Jury Gesamt | Televoting | Gesamt | Ergebnis           |
| -------- | ----------- | -------------------------------------------------------- | ----- | ------ | ----- | -------- | ------ | ------ | ----------- | ---------- | ------ | ------------------ |
| 1        | Osher Biton | Pri ganech                                               | 12    | 10     | 10    | 10       | 12     | 12     | 66          | 19         | 85     | Ausgeschieden      |
| 2        | Kobi Marimi | Knockin’ on Heaven’s Door (Originalinterpret: Bob Dylan) | 10    | 12     | 12    | 12       | 10     | 10     | 66          | 21         | 87     | Viertes Halbfinale |

### Viertes Halbfinale
Das vierte Halbfinale fand am 9. Februar 2019 statt. Vier Teilnehmer traten hier gegeneinander an. In der ersten Runde mussten jeweils zwei Teilnehmer in einem Duell gegeneinander singen. Der Teilnehmer mit der höchsten Prozentzahl erreichte die zweite Runde. Der andere Teilnehmer schied aus oder wurde von der Jury für die zweite Runde gerettet.
In der zweiten Runde konnten Jury und Publikum dann jeweils 12, 10 oder 8 Punkte verteilen. Die beiden Teilnehmer mit den höchsten Punktzahlen erreichten das Finale, der verbleibende Teilnehmer schied aus.

#### Erste Runde
| Duell | Startnr. | Interpret           | Cover                                         | Jury  | Jury   | Jury  | Jury     | Jury            | Televoting | Ergebnis              |
| Duell | Startnr. | Interpret           | Cover                                         | Skaat | Maimon | Peles | Amdursky | Static & Tavori | Televoting | Ergebnis              |
| ----- | -------- | ------------------- | --------------------------------------------- | ----- | ------ | ----- | -------- | --------------- | ---------- | --------------------- |
| I     | 1        | Shefita             | Crazy (Originalinterpret: Gnarls Barkley)     | Ja    | Ja     | Ja    | Ja       | Ja              | 74 %       | Von der Jury gerettet |
| I     | 2        | Avraham de Carvalho | Believe (Originalinterpret: Cher)             | Ja    | Ja     | Ja    | Ja       | Ja              | 89 %       | Qualifiziert          |
| II    | 3        | Daniel Barzilai     | Im ha'ita ro'eh                               | Ja    | Nein   | Ja    | Nein     | Ja              | 58 %       | Ausgeschieden         |
| II    | 4        | Kobi Marimi         | Russian Roulette (Originalinterpret: Rihanna) | Ja    | Ja     | Ja    | Nein     | Ja              | 78 %       | Qualifiziert          |

#### Zweite Runde
| Startnr. | Interpret           | Cover                                         | Jury  | Jury   | Jury  | Jury     | Jury   | Jury   | Jury Gesamt | Televoting | Gesamt | Ergebnis      |
| Startnr. | Interpret           | Cover                                         | Skaat | Maimon | Peles | Amdursky | Static | Tavori | Jury Gesamt | Televoting | Gesamt | Ergebnis      |
| -------- | ------------------- | --------------------------------------------- | ----- | ------ | ----- | -------- | ------ | ------ | ----------- | ---------- | ------ | ------------- |
| 5        | Avraham de Carvalho | Stay with Me (Originalinterpret: Sam Smith)   | 8     | 8      | 8     | 10       | 8      | 10     | 52          | 18         | 70     | Ausgeschieden |
| 6        | Shefita             | Feeling Good (Originalinterpret: Nina Simone) | 12    | 10     | 10    | 12       | 10     | 8      | 62          | 20         | 82     | Finale        |
| 7        | Kobi Marimi         | Hallelujah (Originalinterpret: Leonard Cohen) | 10    | 12     | 12    | 8        | 12     | 12     | 66          | 22         | 88     | Finale        |

## Finale
Das Finale fand am 12. Februar 2019 statt. Insgesamt vier Teilnehmer traten hier gegeneinander an. In der ersten Runde mussten jeweils zwei Teilnehmer in einem Duell gegeneinander singen. Der Teilnehmer mit der höchsten Prozentzahl erreichte die zweite Runde. Der andere Teilnehmer schied aus oder wurde von der Jury für die zweite Runde gerettet.
In der zweiten Runde konnten Jury und Publikum dann jeweils 12, 10 oder 8 Punkte verteilen, womit die ersten drei Plätze ermittelt wurden. Kobi Marimi konnte so am Ende das Finale gewinnen und wird damit Israel beim Eurovision Song Contest 2019 präsentieren.

### Erste Runde
| Duell | Startnr. | Interpret      | Cover                                                | Jury  | Jury   | Jury  | Jury     | Jury            | Televoting | Ergebnis              |
| Duell | Startnr. | Interpret      | Cover                                                | Skaat | Maimon | Peles | Amdursky | Static & Tavori | Televoting | Ergebnis              |
| ----- | -------- | -------------- | ---------------------------------------------------- | ----- | ------ | ----- | -------- | --------------- | ---------- | --------------------- |
| I     | 1        | Ketreyah       | Locked Out of Heaven (Originalinterpret: Bruno Mars) | Ja    | Ja     | Ja    | Nein     | Ja              | 68 %       | Qualifiziert          |
| I     | 2        | Shefita        | My Way (Originalinterpret: Frank Sinatra)            | Ja    | Ja     | Ja    | Ja       | Ja              | 65 %       | Von der Jury gerettet |
| II    | 3        | Maya Bouskilla | Euphoria (Originalinterpret: Loreen)                 | Ja    | Ja     | Ja    | Nein     | Nein            | 54 %       | Platz 4               |
| II    | 4        | Kobi Marimi    | Always (Originalinterpret: Bon Jovi)                 | Ja    | Ja     | Ja    | Nein     | Ja              | 79 %       | Qualifiziert          |

### Zweite Runde
| Platz | Startnr. | Interpret   | Cover                                        | Jury  | Jury   | Jury  | Jury     | Jury   | Jury   | Jury     | Jury     | Jury     | Punkte | Punkte     | Punkte |
| Platz | Startnr. | Interpret   | Cover                                        | Skaat | Maimon | Peles | Amdursky | Static | Tavori | Gruppe 1 | Gruppe 2 | Gruppe 3 | Jury   | Televoting | Gesamt |
| --- | -------- | ----------- | -------------------------------------------- | ----- | ------ | ----- | -------- | ------ | ------ | -------- | -------- | -------- | ------ | ---------- | ------ |
| 1. | 6        | Kobi Marimi | Let It Be (Originalinterpret: The Beatles)   | 12    | 12     | 12    | 8        | 12     | 10     | 12       | 12       | 12       | 102    | 113        | 215    |
| 2. | 7        | Ketreyah    | Impossible (Originalinterpret: James Arthur) | 8     | 8      | 8     | 10       | 8      | 8      | 10       | 10       | 8        | 078    | 087        | 165    |
| 3. | 5        | Shefita     | Broken                                       | 10    | 10     | 10    | 12       | 10     | 12     | 08       | 08       | 10       | 090    | 070        | 160    |
| Jury-Gruppen-Mitglieder |          |             |                                              |       |        |       |          |        |        |          |          |          |        |            |        |
| - Gruppe 1: Jury der Sendung Kochav Nolad (Gal Uchovsky, Margalit Tzan'ani, Tzedi Tzarfati) - Gruppe 2: Mitglieder von IPBC (Avia Malka, Dafna Lustig, Lucy Ayoub) - Gruppe 3: Komponisten ehemaliger israelischer Eurovision-Lieder (Kobi Oshrat, Stav Beger, Yoav Ginai) |          |             |                                              |       |        |       |          |        |        |          |          |          |        |            |        |